# Aconitum sczukinii
Aconitum sczukinii là một loài thực vật có hoa trong họ Mao lương. Loài này được Turcz. mô tả khoa học đầu tiên năm 1840.